# Троянда Бенкса
Троянда Бенкса (Rosa banksiae) — вид рослин з родини трояндових (Rosaceae); ендемік Китаю. Вид названо на честь Доротеї Бенкс, дружини ботаніка Джозефа Бенкса

## Опис
Вічнозелений кущ з виткими стеблами до 6 м заввишки. Колючки дрібні, вигнуті, часто відсутні. Листочків (3)5(7), від еліптично-яйцюватих або довгасто-ланцетних, 2–5 × 0.8–1.8 см, запушені вздовж жилок, зверху голі й блискучі, основа від майже округлої до широко клиноподібної, вершина гостра або слабо гостра. Прилистки вільні, лінійні. Квітки численні, в зонтиках, часто подвійні. Чашолистки цілісні, опадають до дозрівання плодів. Пелюстки білі або жовті, ≈ 10 мм завдовжки. Цинародії невеликі, приблизно 10 мм в діаметрі, кулясті.
Період цвітіння: червень — серпень.

## Поширення
Ендемік пд.-сх. Китаю; також культивується.
Населяє зарості, чагарники, долини, береги потоків, узбіччя доріг; на висотах 500–2200 м.